# Guatemala
Guatemala, tên chính thức Cộng hoà Guatemala (tiếng Tây Ban Nha: República de Guatemala, IPA: [re'puβlika ðe ɰwate'mala], Tiếng Việt: Cộng hòa Goa-tê-ma-la), là một quốc gia tại Trung Mỹ, ở phần phía nam Bắc Mỹ, giáp biên giới với México ở phía tây bắc, Thái Bình Dương ở phía tây nam, Belize và Biển Caribe ở phía đông bắc, và Honduras cùng El Salvador ở phía đông nam.

## Từ nguyên
Tên "Guatemala" bắt nguồn từ Cuauhtēmallān trong tiếng Nahuatl, nghĩa là  "nơi có nhiều cây", một từ bắt nguồn từ tiếng Maya K'iche cho cụm từ "nhiều cây" hoặc có lẽ cụ thể hơn dùng để chỉ cây Cuate/Cuatli Eysenhardtia. Đây là tên mà các chiến binh Tlaxcalteca đồng hành với Pedro de Alvarado đặt cho nơi này trong cuộc chinh phạt Guatemala.

## Lịch sử

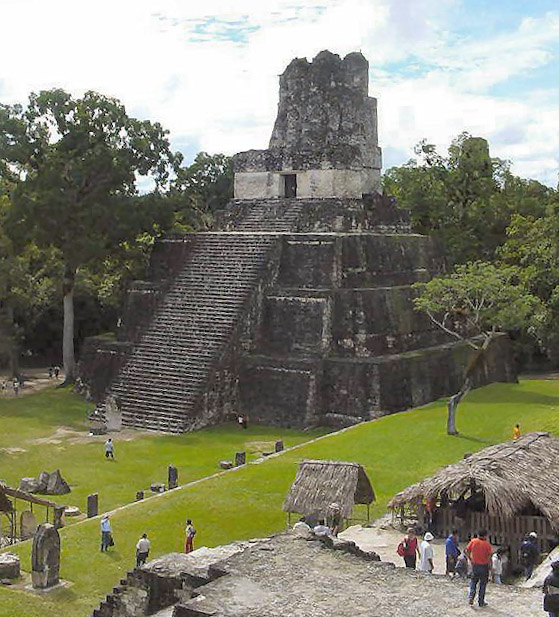
Tikal Phế tích Maya, Đền II

Từ thế kỷ III TCN tới thế kỷ XII CN, các vùng đất thấp khu vực Petén và Izabal là nơi sinh sống của nhiều bộ lạc người Maya. Vương quốc K'iche ngụ canh ở vùng cao nguyên miền trung Guatemala.
Khi được tin người Tây Ban Nha đã chinh phục được đế quốc Aztec ở Mexico thì bộ tộc K'iche ở Guatemala gửi sứ thần ra bắc bái yết Hernán Cortés và xin triều cống, nhận làm thuộc quốc. Bấy giờ là năm 1521. Hai năm sau Cortés phái Pedro de Alvarado vào Guatemala giám sát tình hình, dẫn theo 173 kỵ binh, 300 lính Tây Ban Nha cùng 200 quân Mexico thuộc bộ tộc Tlaxcala. Người K'iche thấy Tây Ban Nha động binh bèn chống cự lại nhưng thua to ở trận Quetzaltenango. Kinh thành Utatlán của K'iche bị đốt rụi. Chính quyền Tây Ban Nha từ đó trực tiếp cai trị xứ Guatemala, lấy Iximché làm thủ phủ. Năm 1527 vì tình hình bất an, Alvarado bỏ Iximché, dời đô về Santiago de los Caballeros để dễ bề phòng thủ. Dù vậy các bộ tộc miền núi như nhóm Achi' vẫn không quy phục nên vùng Alta Verapaz vẫn độc lập nhưng ngược lại nhờ hoạt động truyền giáo của Giáo hội Công giáo La Mã, ảnh hưởng của Tây Ban Nha dần dần lan rộng. Đến năm 1540 thì dân miền núi cũng công nhận chính quyền thuộc địa. Một số nhà truyền giáo, nổi tiếng nhất là tu sĩ Bartolomé de las Casas, đã bảo vệ người bản xứ khi quân đội Tây Ban Nha đàn áp thổ dân. Tuy nhiên Giáo hội thì thi hành chính sách hủy diệt các thư tịch cổ, và hầu như tất cả các sách vở Maya trước thế kỷ XVI nay đã thất truyền. Một số ít còn sót lại gồm có: Popol Vuh, Anales de los Kakchiqueles, và Chilam Balam. Những văn bản này may mắn là được các nhà truyền giáo Tây Ban Nha sau khi phát hiện đã cất giữ nên còn đến nay.
Cuộc xâm chiếm của người Tây Ban Nha cũng để lại hai hậu quả lớn. Thứ nhất là bệnh truyền nhiễm như bệnh dịch hạch, đậu mùa, thương hàn, sởi, đã theo chân người Âu Châu tàn phá nhiều nhóm thổ dân vì người bản xứ không có quá khứ miễn dịch để chống các căn bệnh này. Dân số bản xứ vì đó bị giảm thiểu trầm trọng. Có nguồn nhận xét rằng 3/4 thổ dân đã tử vong vì nhiễm bệnh.
Hậu quả thứ hai là địa danh "Goathemala" đã khai sinh sau cuộc xâm lăng của người Tây Ban Nha. Danh hiệu này có nguồn gốc từ tiếng thổ dân có nghĩa là "Xứ rậm cây" nhưng đến thế kỷ XVI mới có mặt trong văn bản.

### Thời kỳ thuộc địa

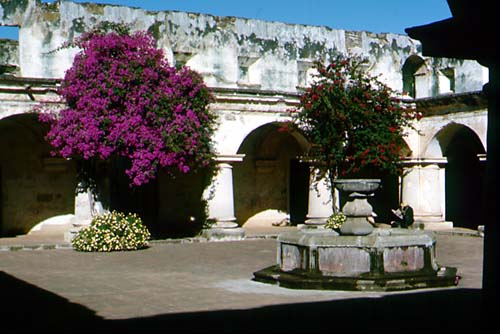
Tu viện Capuchinas ở Antigua Guatemala.

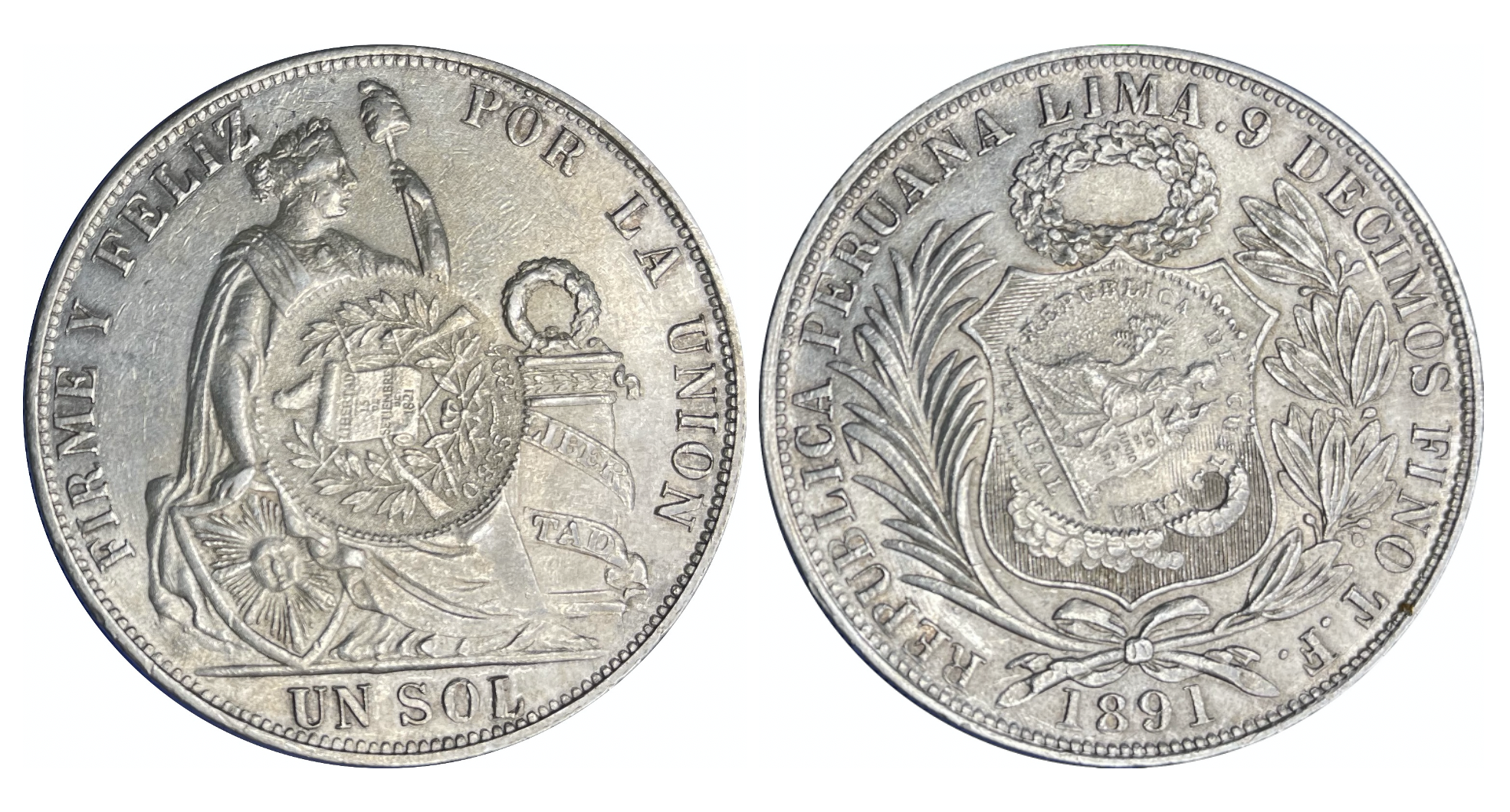
Xu bạc mệnh giá 1 sol của Peru, được Guatemala đóng dấu nhà nước lên để lưu hành chính thức tại quốc gia của mình

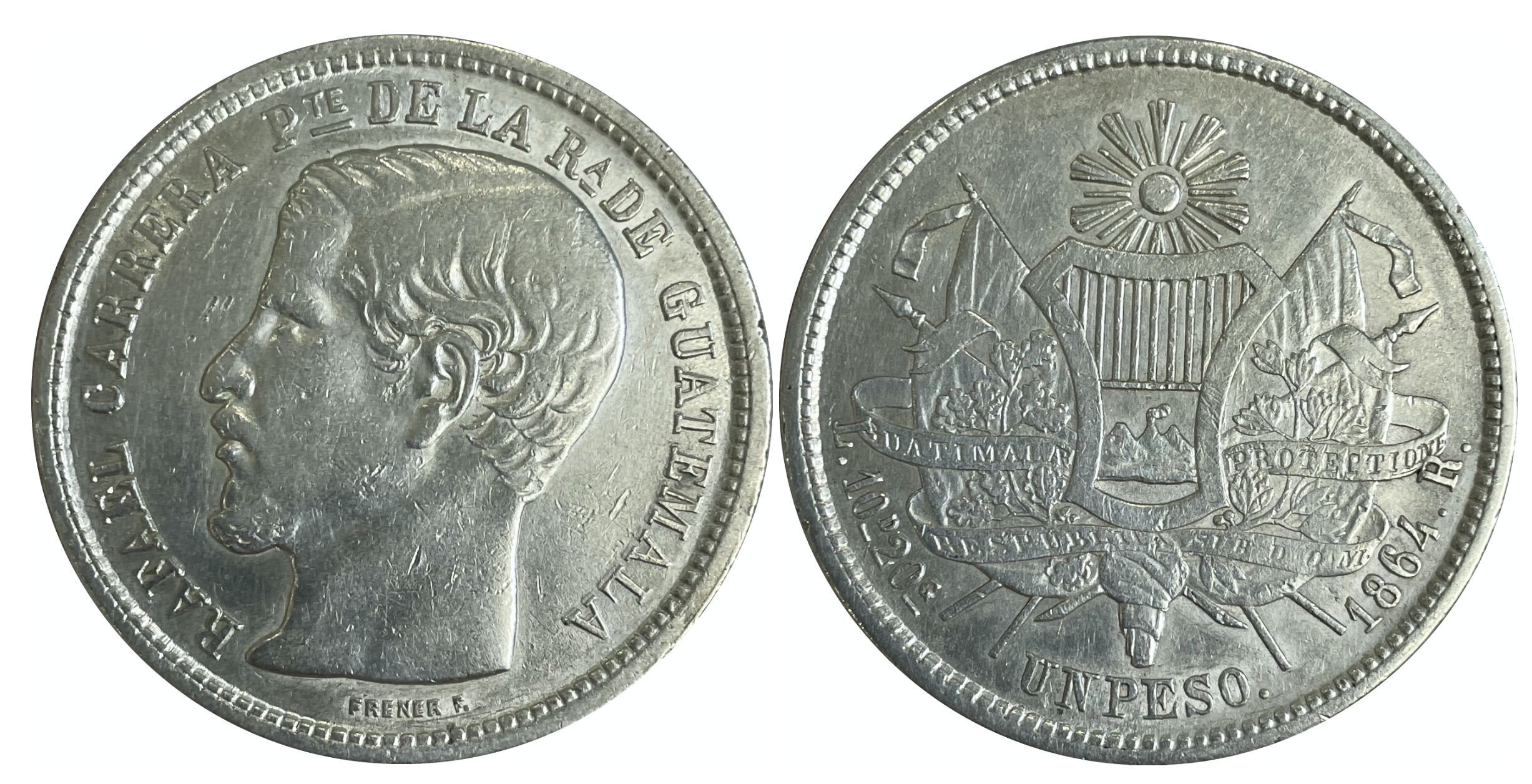
1 peso Guatemala, 1854

Khi tình hình quân sự đã ổn định hơn thì triều đình Tây Ban Nha cho chỉnh đốn lại việc cai trị, thành lập đơn vị Trấn Guatemala (Capitanía General de Goathemala hay còn gọi là Audiencia de Guatemala) trông coi một dải đất rộng lớn từ phía nam Tân Tây Ban Nha (Nueva España, tức México) đến tận Panama. Đơn vị Guatemala này bao gồm cả Chiapas (nay thuộc México), El Salvador, Honduras, Nicaragua, và Costa Rica. Thủ phủ Santiago de los Caballeros không lâu biến thành đô thị lớn thứ ba ở châu Mỹ La Tinh, chỉ sau Thành phố México và Lima. Vùng đất này không giàu khoáng sản (vàng và bạc) như México và Perú nhưng cung cấp một số nông và lâm sản giá trị như mía, cacao, phẩm chàm (añil), phẩm đỏ rệp son cùng các loại gỗ quý dùng trong việc xây cất và trang trí các công trình bên mẫu quốc.
Năm 1776 một chuỗi động đất lớn gây thiệt hại đáng kể, tàn phá thủ phủ Santiago de los Caballeros khiến chính quyền địa phương phải bỏ địa điểm cũ và dời đến Thung lũng Ermita về phía đông-bắc, lập nên Thành phố Guatemala, tức thủ đô của Guatemala ngày nay. Cố đô Santiago sau đó gọi là Antigua Guatemala tức cựu kinh.
Ngày 15 tháng 9 năm 1821, Guatemala trở thành một quốc gia độc lập. Nước Cộng hòa Guatemala mới gồm phần vùng Soconusco, và nơi hiện là các quốc gia El Salvador, Honduras, Nicaragua, và Costa Rica. 1.5 triệu dân nước này tập trung tại các trung tâm đô thị.
Năm 1821, tỉnh El Salvador thuyết phục được các tỉnh khác của Guatemala gia nhập Đế chế Mexico, một ý tưởng của Agustin Iturbide. Nhưng một năm sau Iturbide buộc phải thoái vị, đế chế của ông sụp đổ và Guatemala tách khỏi Mexico, mất hai vùng Chiapas và Soconusco.
Các tỉnh của Guatemala tạo thành Liên hiệp các Tỉnh Trung Mỹ, cũng được gọi là Liên bang Trung Mỹ (Federacion de Estados Centroamericanos). Thành phố thủ đô vẫn là Thành phố Guatemala, ngày nay đây vẫn là thành phố đông đúc nhất Trung Mỹ.
Một giai đoạn bất ổn chính trị nối tiếp sau đó, càng trầm trọng thêm với sự sụp đổ của thị trường añil (màu chàm) thế giới, sản phẩm xuất khẩu chính của nước này sang châu Âu, vì sự phát minh thuốc nhuộm nhân tạo. Việc này khiến các tỉnh tách khỏi Liên bang, từ năm 1838 đến năm 1840, bắt đầu với Costa Rica, và Guatemala trở thành một quốc gia độc lập.
Guatemala từ lâu đã tuyên bố chủ quyền với toàn bộ lãnh thổ của nước Belize láng giềng, trước kia là một phần của thuộc địa Tây Ban Nha, và sau này đã bị Vương quốc Anh chiếm đóng. Guatemala đã công nhận nền độc lập của Belize năm 1991, nhưng tranh cãi chủ quyền giữa hai nước vẫn chưa được dàn xếp. Những cuộc đàm phán hiện đang diễn ra dưới sự bảo trợ của Tổ chức Quốc gia châu Mỹ để giải quyết vấn đề. Xem:  và trang của OAS 

### Thời hiện đại
Tháng 10 năm 1944, nhà độc tài Jorge Ubico bị cuộc cách mạng do sinh viên lãnh đạo lật đổ. Sự kiện này dẫn tới cuộc bầu cử đưa Jose Arévalo, tổng thống bầu cử dân chủ đầu tiên của Guatemala cầm quyền đủ nhiệm kỳ, lên nắm quyền. Các chính sách "Xã hội Thiên chúa giáo" của ông, có cảm hứng từ chính sách New Deal của Hoa Kỳ, bị các chủ đất và tầng lớp giàu có chỉ trích là mang hơi hướng cộng sản.
Giai đoạn này cũng là thời điểm khởi đầu cuộc Chiến tranh lạnh giữa Hoa Kỳ và Liên Xô ghi dấu ấn trong lịch sử Guatemala. Năm 1954, người kế nhiệm sau cuộc bầu cử tự do của Arévalo là Jacobo Arbenz bị một nhóm người Guatemala được Cục tình báo trung ương Mỹ (CIA) hậu thuẫn lật đổ, sau khi chính phủ sung công những vùng đất bỏ hoang thuộc sở hữu của Liên minh Công ty Hoa quả, một công ty buôn chuối có trụ sở tại Mỹ. Mật hiệu của CIA cho vụ đảo chính này là Chiến dịch PBSUCCESS, lần thành công thứ hai trong việc lật đổ một chính phủ nước ngoài của CIA. Thời gian cầm quyền quân sự sau đó, bắt đầu bằng nhà độc tài Carlos Castillo Armas, dẫn tới hơn 30 nội chiến, từ 1960, gây ra cái chết của ước tính 200.000 thường dân Guatemala. Vì chính quyền quân sự sử dụng các biện pháp tra tấn, bắt cóc, chiến tranh "tiêu thổ" không hạn chế và các biện pháp tàn bạo khác, đất nước đã trở thành một xã hội cùng khổ.
Từ thập kỷ 1950 tới thập kỷ 1990 (chỉ có một giai đoạn ngừng viện trợ quân sự trong giai đoạn giữa 1977 và 1982), chính phủ Hoa Kỳ trực tiếp hỗ trợ quân đội Guatemala trong huấn luyện và vũ khí cũng như cung cấp tiền bạc. Các lực lượng quân sự đặc biệt Hoa Kỳ (Mũ nồi Xanh) được gửi tới Guatemala để biến quân đội nước này trở thành một "lực lượng chống nổi lạon hiện đại" và biến nó trở thành đội quân mạnh nhất, tinh vi nhất vùng Trung Mỹ. Sự dính líu của CIA gồm cả việc huấn luyện 5.000 lính người Cuba chống đối Fidel Castro và dùng máy bay vận chuyển lực lượng này vào trong lãnh thổ Cuba trong sự kiện sau này được gọi là Sự kiện Vịnh con Lợn năm 1961. Năm 1999, tổng thống khi ấy của Hợp chúng quốc Hoa Kỳ Bill Clinton nói rằng Hoa Kỳ đã sai lầm khi cung cấp viện trợ cho các lực lượng quân đội Guatemala, lực lượng đã thực hiện những hành động giết dân thường tàn bạo .
Năm 1982, bốn nhóm Mác xít thành lập tổ chức du kích Tổ chức Cách mạng Thống nhất Quốc gia Guatemala (URNG).
Năm 1992, Giải Nobel Hòa bình được trao cho Rigoberta Menchú, một nhà hoạt động nhân quyền người bản xứ, vì những nỗ lực lôi kéo sự chú ý quốc tế tới cuộc diệt chủng được chính phủ hậu thuẫn chống lại những người bản xứ.
Cuộc chiến tranh đẫm máu dài 36 năm chấm dứt năm 1996 với một thỏa thuận hòa bình giữa phe du kích và chính phủ của Tổng thống Álvaro Arzú, với sự hỗ trợ của Liên hiệp quốc. Hai bên đều có những sự nhượng bộ lớn. Các trung tâm đô thị thuộc quyền kiểm soát của quân đội trong khi URNG tiếp tục có sự hiện diện mạnh mẽ ở vùng nông thôn. Theo Ủy ban Lòng tin do Liên hiệp quốc đỡ đầu, các lực lượng chính phủ và bán quân sự là thủ phạm gây ra hơn 90% các vụ vi phạm nhân quyền trong chiến tranh. Trong mười năm đầu tiên, số nạn nhân của những vụ khủng bố được chính phủ hậu thuẫn chủ yếu là sinh viên, công nhân, nhà chuyên nghiệp, và các nhân vật đối lập thuộc mọi khuynh hướng chính trị, nhưng ở những năm sau này, số nạn nhân lên tới hàng nghìn người chủ yếu là nông dân Maya và những người dân thường. Hơn 450 làng Maya đã bị phá hủy và hơn 1 triệu người trở thành người tị nạn. Đây được coi là một trong những vụ thanh lọc sắc tộc tồi tệ nhất tại Mỹ La tinh thời hiện đại. Ở một số vùng, như Baja Verapaz, Ủy ban Lòng tin cho rằng chính phủ Guatemala đã thực hiện một chính sách diệt chủng có chủ định chống lại một số nhóm sắc tộc.
Từ hiệp định hòa bình, Guatemala đã có được các cuộc bầu cử dân chủ, gần đây nhất là vào năm 2003. Tuy nhiên, nạn tham nhũng vẫn lan tràn ở mọi cấp chính phủ, con số các đảng chính trị tăng liên tục và không ổn định. Một lượng lớn các hồ sơ của Cảnh sát Quốc gia đã được khám phá vào tháng 12 năm 2005 tiết lộ những biện pháp an ninh chính phủ đã thực hiện nhằm đương đầu với tình trạng nổi dậy của người dân thời nội chiến .

## Chính trị
Chính trị Guatemala dựa trên hình thức cộng hoà đại diện dân chủ tổng thống, theo đó Tổng thống Guatemala vừa là nguyên thủ quốc gia vừa là lãnh đạo chính phủ, và một hệ thống đa đảng phái. Quyền hành pháp thuộc chính phủ. Quyền lập pháp do cả chính phủ và Đại hội Cộng hoà đảm nhiệm. Tư pháp độc lập với hành pháp và lập pháp. Quốc hội Guatemala gồm 80 thành viên, được bầu theo phổ thông đầu phiếu, nhiệm kì 4 năm.
Các đảng phái chính: Đảng Dân chủ Thiên chúa giáo (DCG); Đảng Tiến bộ quốc gia (PAN); Phong trào Giải phóng dân tộc (MLN); Đảng Dân chủ xã hội (PSD); Đảng Cách mạng (PR); Mặt trận Cộng hòa Guatemala (FRG); Liên minh Dân chủ (UD).

## Khu vực hành chính

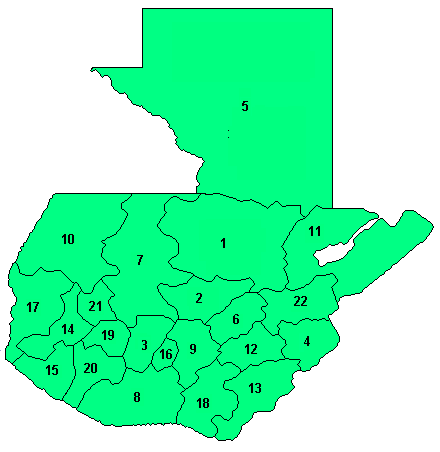
Các phân bộ của Guatemala (tỉnh)

Guatemala được chia thành 22 tỉnh (departamentos). Nhỏ hơn là khoảng 332 xã (municipios).
Các tỉnh gồm:
| 1. Alta Verapaz 2. Baja Verapaz 3. Chimaltenango 4. Chiquimula 5. Petén 6. El Progreso 7. El Quiché 8. Escuintla 9. Guatemala 10. Huehuetenango 11. Izabal | 1. Jalapa 2. Jutiapa 3. Quetzaltenango 4. Retalhuleu 5. Sacatepéquez 6. San Marcos 7. Santa Rosa 8. Sololá 9. Suchitepéquez 10. Totonicapán 11. Zacapa |

Guatemala là quốc gia có mức độ tập trung trung ương cao, tương tự như Pháp. Văn hoá, giao thông vận tải, viễn thông, kinh doanh, chính trị, hội sở, và đa số các hoạt động đô thị khác đều tập trung ở Thành phố Guatemala cũng là thành phố hiện đại nhất Trung Mỹ. Sự nổi trội này khiến thị trưởng Guatemala trở thành nhân vật chính trị đứng thứ hai trong nước, chỉ sau Tổng thống và đây cũng là chức vụ nền tảng cần thiết trước khi tiến vào dinh tổng thống, Berger trước khi trở thành tổng thống cũng từng là thị trưởng Guatemala.
Thành phố Guatemala là thành phố khá lớn với khoảng 2 triệu dân sinh sống trong khu vực nội thành và 5 triệu tại các khu vực xung quanh, chiếm một số lượng đông đảo so với tổng số 12 triệu dân cả nước.
Trong suốt lịch sử Guatemala đã trải qua nhiều thay đổi. Một số thay đổi nhỏ, nhưng một số thay đổi mang lại những ảnh hưởng to lớn trên quốc gia. Từ khi nền văn minh hiện đại bắt đầu phát triển tại Guatemala, nó đã gây ra hàng loạt các vấn đề chính trị. Các vấn đề này, theo một số mặt, là đặc trưng các quốc gia vùng Trung Mỹ, khiến các nhà lãnh đạo phải đau đầu đối phó.

## Địa lý
Guatemala có địa hình nhiều núi non, ngoại trừ khu vực ven biển phía nam và những vùng đất thấp phía bắc thuộc khu Peten. Khí hậu nhiệt đới nóng – ôn hòa hơn ở vùng cao nguyên trong nội địa, và khô hơn ở các khu cực đông.
Tất cả các thành phố lớn đều nằm ở phần phía nam đất nước. Các thành phố chính gồm thủ đô Thành phố Guatemala, Quetzaltenango và Escuintla. Hồ lớn nhất Lago de Izabal nằm gần bờ biển Caribe.
Vị trí của Guatemala gần biển Caribe và Thái Bình Dương khiến nước này trở thành mục tiêu của nhiều cơn bão lớn, gồm cả trận Bão Mitch năm 1998 và Bão Stan năm 2005, làm thiệt mạng hơn 1.500 người.

## Kinh tế

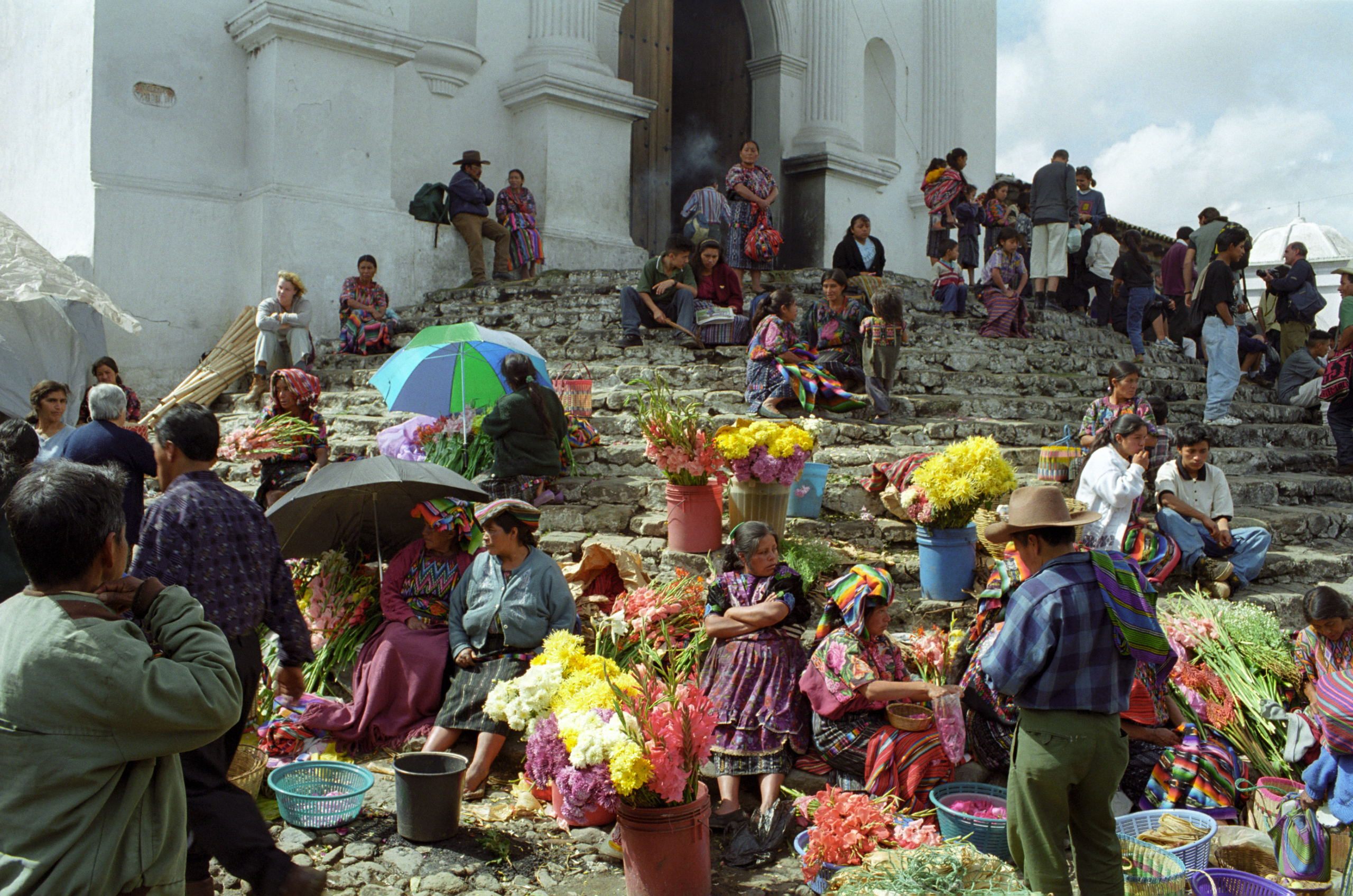
Một khu chợ bán hoa

Lĩnh vực nông nghiệp chiếm một phần tư Tổng sản phẩm quốc nội (GDP), hai phần ba xuất khẩu và một nửa lực lượng lao động. 
Cà phê, đường, và chuối là các mặt hàng xuất khẩu chính. 
Chế biến và xây dựng chiếm một phần năm GDP. Cũng đóng góp một phần quan trọng trong nền kinh tế là các khoản tiền gửi từ nước ngoài, "remesas" trong tiếng Tây Ban Nha, từ những người Guatemala đang làm việc tại Hoa Kỳ, chủ yếu là lao động bất hợp pháp và tạm thời.
Việc ký kết hiệp ước hòa bình đã chấm dứt cuộc nội chiến kéo dài hàng thập kỷ, dỡ bỏ chướng ngại cho đầu tư nước ngoài. 
Năm 1998, Bão Mitch gây ra thiệt hại cho Guatemala ở mức thấp so với các quốc gia láng giềng, đặc biệt là Honduras.
Những thách thức còn lại gồm tăng cường nguồn thu của chính phủ, đảm phán để có được viện trợ cao hơn nữa từ quốc tế, và tăng năng lực cũng như tính mở của chính phủ và các cơ sở tài chính tư nhân.
Năm 2005, dù có những cuộc biểu tình phản đối lớn trên đường phố, nghị viện Guatemala đã phê chuẩn Thỏa thuận Tự do Thương mại Cộng hòa Dominica-Trung Mỹ (DR-CAFTA) giữa nhiều quốc gia Trung Mỹ và Hoa Kỳ. Tuy nhiên, vì những thiệt hại khá lớn và ảnh hưởng tới kinh tế do cơn Bão Stan gây ra tháng 10, 2005, chính phủ đang đánh giá khả năng thực hiện các cơ cấu thỏa thuận trong tương lai và thời gian bắt đầu thực thi các điều khoản của DR-CAFTA vào tháng 2 năm 2006.
Tính đến năm 2017, GDP (PPP) của Guatemala đạt 138.3 triệu USD, đứng thứ 75 thế giới (Theo Ngân hàng Thế giới).

## Nhân khẩu
Tôn giáo tại Guatemala (2015)

Theo World Fact Book của CIA, người Mestizo, hay như được gọi là Ladino tại Trung Mỹ, (lai người da đỏ châu Mỹ-Tây Ban Nha, hay người thuần chủng da đỏ châu Mỹ nhưng nói tiếng Tây Ban Nha) và những người có tổ tiên Âu (chủ yếu là người Tây Ban Nha, nhưng gồm cả người Đức, người Anh, người Italia, và người vùng Scandinavia) chiếm 60% dân số trong khi người da đỏ châu Mỹ chiếm xấp xỉ 40% (K'iche 9.1%, Kaqchikel 8.4%, Mam 7.9%, Q'eqchi' 6.3%, các nhóm khác Maya 8.6%, bản xứ không phải Maya 0.2%, khác 0.1%). Các nhóm dân tộc khác gồm người Garifuna là hậu duệ của các nô lệ châu Phi sống chủ yếu tại Livingston và Puerto Barrios, và những tộc người da đen và mulattos khác chiếm 1-2% dân số; người Ả rập gốc Liban và Syria, và người châu Á, chủ yếu là hậu duệ người Hán, chiếm khoảng 2% dân số. Cũng có một cộng đồng Triều Tiên tại Thành phố Guatemala và tại Mixco gần đó, hiện khoảng 50.000 người nhưng con số đang tiếp tục tăng lên.
Dù đa số dân cư Guatemala sống ở các vùng thôn quê, quá trình đô thị hoá đang tăng tốc. Thành phố Guatemala (trên 2 triệu dân) đang mở rộng với tốc độ nhanh, và Quetzaltenango, thành phố lớn thứ hai (xấp xỉ 300 ngàn dân), cũng đang mở rộng. Di cư từ nông thôn ra thành thị được thúc đẩy bởi sự sao lãng của chính phủ với vùng nông thôn, cộng thêm giá cả hàng nông sản thấp, các điều kiện lao động nặng nhọc, sự tập trung đất trồng trọt vào tay một số gia đình giàu có, và nhận thức (thường là sai lệch) về đồng lương cao sẽ có được trong các thành phố. Nói chung các nông dân nghèo thường tới những khu vực ngoại ô thành phố, sống một cuộc sống bấp bênh trên các sườn núi.
Tôn giáo chủ yếu là Cơ đốc giáo La Mã. Đạo Tin Lành và các tôn giáo Maya lần lượt được khoảng 33% và 1% người theo. Thường những lễ nghi truyền thống Maya được kết hợp vào trong các nghi lễ và tín ngưỡng Thiên chúa giáo, một quá trình được gọi là thuyết hổ lốn.
Năm 1900, dân số Guatemala là 885.000  Lưu trữ ngày 11 tháng 8 năm 2004 tại Wayback Machine. Trong thế kỷ hai mươi dân số nước này đã tăng thêm mười bốn lần, tốc độ tăng trưởng cao nhất Tây Bán Cầu. Quá trình di cư ngày càng mạnh của người dân Guatemala sang Hoa Kỳ khiến số lượng các cộng đồng người Guatemala tại California, Florida, Illinois, New York,Texas và nhiều nơi khác không ngừng phát triển từ thập niên 1970.

## Ngôn ngữ
Dù ngôn ngữ chính thức là tiếng Tây Ban Nha, nó không được dùng phổ thông trong cộng đồng người bản xứ, hay chỉ được dùng như một ngôn ngữ thứ hai; 21 ngôn ngữ Maya riêng biệt vẫn được dùng, đặc biệt tại các vùng nông thôn, và tiếng Garifuna được một lượng nhỏ người ven biển Caribe sử dụng. Tiếng Xinca, một ngôn ngữ không phải Maya và gần như đã biến mất, cũng là một ngôn ngữ bản xứ Guatemala.
Hiệp định hòa bình được ký kết tháng 12 năm 1996 cho phép một số văn bản chính thức và các giấy tờ bầu cử được dịch sang các ngôn ngữ bản xứ, và giúp những người không nói tiếng Tây Ban Nha có quyền được phiên dịch tại các vụ xét xử. Hiệp định hòa bình cũng khiến cho hệ thống giáo dục song ngữ tiếng Tây Ban Nha và các loại tiếng bản xứ được đưa vào áp dụng. Tuy nhiên, việc người Guatemala nói tiếng Tây Ban Nha học hay sử dụng thêm một ngôn ngữ khác của đất nước hiếm khi xảy ra.

## Tôn giáo
Thời thuộc địa, Cơ đốc giáo La Mã là tôn giáo duy nhất, và hiện đây vẫn là đức tin vượt trội với khoảng hai phần ba dân chúng là giáo dân. Tuy nhiên, các giáo phái Tin lành cũng đã có sự tăng trưởng đáng kể trong những thập kỷ gần đây, đặc biệt dưới thời cầm quyền của nhà độc tại đồng thời là mục sư Phúc Âm, Tướng Efraín Ríos Montt. Khoảng một phần ba người Guatemala theo Phúc Âm và Tôn giáo tin vào phép lạ.
Tôn giáo Maya truyền thống cũng ngày càng được nhiều người tin theo nhờ kết quả của chính sách bảo hộ truyền thống theo hiệp định hòa bình. Chính phủ đã đưa ra chính sách cung cấp án thờ cho mọi tàn tích Maya trong nước để làm nơi tổ chức các nghi lễ.
Ngoài ra cũng có các cộng đồng nhỏ Do Thái giáo (khoảng 1200), Hồi giáo (1200), và thành viên của các tín ngưỡng khác.
Lãnh đạo Cơ đốc giáo La Mã của Guatemala hiện nay là Ngài Álvaro Leonel Ramazzini Imeri.

## Giáo dục
Chính phủ điều hành một số trường tiểu học và trung học trong nước. Các trường này miễn phí, dù học sinh vẫn phải trả tiền đồng phục, sách vở, và tiền chuyên chở khiến những tầng lớp nghèo khó trong xã hội còn khó tiếp cận. Những trẻ em thuộc các gia đình trung lưu và thượng lưu theo học tại các trường tư. Một số trường gồm: Colegio Americano de Guatemala (CAG), Colegio Interamericano de Guatemala (CIG). Nước này cũng có một trường đại học công lập (Universidad de San Carlos de Guatemala), và 9 trường tư (xem Danh sách các trường Đại học tại Guatemala).

## Văn hoá
Giải Văn học Quốc gia Guatemala là giải chỉ trao một lần, công nhận toàn thể sự nghiệp của một nhà văn. Nó bắt đầu được Bộ Văn hóa và Thể thao trao hàng năm từ năm 1988. Thành phố Guatemala là nơi có nhiều bảo tàng và thư viện quốc gia, gồm Văn khố Quốc gia, Thư viện Quốc gia và Bảo tàng Khảo cổ học và Phong tục học với nhiều bộ sưu tập đồ thủ công Maya lớn. Bảo tàng Thuộc địa, tại Antigua Guatemala, có trưng bày nhiều đồ nghệ thuật từ thời thuộc địa.

## Các chủ đề khác
- Viễn thông tại Guatemala
- Vận tải Guatemala
- Danh sách nhân vật Guatemala
- Quetzal (biểu tượng quốc gia Guatemala)